# Polycentropus schmidi
Polycentropus schmidi là một loài Trichoptera trong họ Polycentropodidae. Chúng phân bố ở miền Cổ bắc.